# Margarita María López de Maturana
Margarita María López de Maturana MMB (Geburtsname Pilar López de Maturana; * 25. Juli 1884 in Bilbao, Spanien; † 23. Juli 1934 in San Sebastián) war eine katholische Ordensschwester. Am 22. Oktober 2006 wurde sie im Pontifikat Benedikts XVI. seliggesprochen.

## Biographie
Sie und ihre Zwillingsschwester Leonor waren die jüngsten von fünf Kindern von Juana Ortiz de Zarate und Vicente López de Maturana. Während Leonor bei den Hermanas Carmelitas de la Caridad (dt.: Karmelitinnen der Liebe) eintrat, besuchte Pilar das Internat bei den Mercedarias de Berriz (dt.: Mercedarierinnen von Berriz), auch wenn die Zwillinge als Kinder unzertrennlich waren. Mit 19 Jahren, am 10. August 1903, trat sie dem Orden selber bei und nahm den Namen Margarita María an. Nach Abschluss von Studien an der ordenseigenen Schule in Berriz wirkte sie ab 1906 selbst als Lehrerin. 1920 gründete sie eine missionarische Jugendbewegung, die Juventud Mercedaria Misionera de Bérriz. Der missionarische Geist erfasste auch die Schwestern im Kloster, die bis dahin in Klausur gelebt hatten. Die Generalobere des Ordens wandte sich nach Rom, um eine Umwandlung in einen Orden von Missionsschwestern zu erwirken. 1926 erfolgte die erste Genehmigung seitens der römischen Kurie. Die ersten Schwestern verließen Spanien Richtung Ostasien und Ozeanien. Im Jahr 1928 brach Margarita María, die zwischenzeitlich zur Oberen ernannt worden war, Richtung Japan auf, um dort die Missionsarbeit aufzunehmen. 1930 wurden die Statuten der Misioneras Mercedarias de Berriz endgültig anerkannt. Das Generalkapitel wählte Margarita María am 30. Juli 1931 zur Generaloberen des reformierten Ordens. Auch in dieser Position bemühte sie sich um die Förderung der Missionen und bereiste zahlreiche Stationen in aller Welt. Am 23. Juli 1934 verstarb sie an einem Krebsleiden.

## Verehrung
Der Seligsprechungsprozess wurde am 30. Juli 1943 begonnen. Am 16. März 1987 wurde ihr heroischer Tugendgrad anerkannt. Die Seligsprechung erfolgte am 22. Juni 2006 in Bilbao durch Kardinal José Saraiva Martins.